# Citheronula
Genre
Citheronula est un genre de lépidoptères (papillons) appartenant à la famille des Saturniidae, à la sous-famille des Ceratocampinae.

## Liste des espèces
- Citheronula armata (Rothschild, 1907)
- Citheronula sonyae Breyer, 1957

## Publication originale
- Michener, 1949 : New genera and subgenera of Saturniidae (Lepidoptera). Journal of the Kansas Entomological Society, vol. 22, n. 4, p. 142-147.